# I've Never Found a Girl
| Recensione | Giudizio |
| ---------- | -------- |
| AllMusic   |          |

I've Never Found a Girl è il secondo album del cantante soul statunitense Eddie Floyd, pubblicato dall'etichetta discografica Stax Records nel novembre del 1968.

## Tracce

### LP
Lato A
1. Bring It On Home to Me – 2:29 (Sam Cooke)
2. Never Give You Up – 2:40 (Kenny Gamble, Leon Huff, Jerry Butler)
3. Girl I Love You – 3:15 (Eddie Floyd, Alvertis Isbell)
4. Hobo – 2:55 (Steve Cropper, Eddie Floyd)
5. I Need You Woman – 2:13 (Steve Cropper, Eddie Floyd)
6. I've Never Found a Girl (To Love Me Like You Do) – 2:40 (Booker T. Jones, Eddie Floyd, Alvertis Isbell)

Lato B
1. I'll Take Her – 2:33 (Steve Cropper, Eddie Floyd, Joe Shamwell)
2. Slip Away – 3:21 (William Armstrong, Wilbur Terrell, Marcus Daniel)
3. I'm Just the Kind of Fool – 3:13 (Booker T. Jones, Eddie Floyd)
4. Water – 3:03 (Steve Cropper, Eddie Floyd)
5. Sweet Things You Do – 2:10 (Booker T. Jones, Alvertis Isbell, Eddie Floyd)

## Musicisti
- Eddie Floyd – voce
- Altri musicisti non accreditati

Note aggiuntive
- Steve Cropper – produttore, ingegnere del remixaggio
- Ron Capone – ingegnere delle registrazioni
- Robert G. Smith (William R. Eastabrook Photography) – foto copertina (frontale e retrocopertina) album originale
- Christopher Whorf – art director copertina album originale[4]

## Classifica
Album
| Anno | Classifica             | Posizione raggiunta |
| ---- | ---------------------- | ------------------- |
| 1969 | Top R&B/Hip-Hop Albums | 42                  |

Singoli
| Anno | Titolo del brano                                 | Classifica            | Posizione raggiunta |
| ---- | ------------------------------------------------ | --------------------- | ------------------- |
| 1968 | Bring It On Home to Me                           | Billboard Hot 100     | 17                  |
| 1968 | I've Never Found a Girl (To Love Me Like You Do) | Billboard Hot 100     | 40                  |
| 1968 | I've Never Found a Girl (To Love Me Like You Do) | Hot R&B/Hip-Hop Songs | 2                   |
| 1968 | Bring It On Home to Me                           | Hot R&B/Hip-Hop Songs | 4                   |